# Абдуллово
Абдуллово — село в Чердаклинском районе Ульяновской области России. Входит в состав Бряндинского сельского поселения.

## География
Село находится в западной части Левобережья, в лесостепной зоне, в пределах Низкого Заволжья, на расстоянии примерно 39 километров (по прямой) к востоку-северо-востоку (ENE) от посёлка городского типа Чердаклы, административного центра района. Абсолютная высота — 127 метров над уровнем моря.
Климат
Климат характеризуется как умеренно континентальный, с тёплым летом и умеренно холодной зимой. Средняя температура воздуха самого тёплого месяца (июля) — 20 °C (абсолютный максимум — 39 °C); самого холодного (января) — −13,8 °C (абсолютный минимум — −47 °C). Продолжительность безморозного периода составляет в среднем 131 день. Среднегодовое количество атмосферных осадков составляет 406 мм. Снежный покров образуется в конце ноября и держится в течение 145 дней.
Часовой пояс
Село Абдуллово, как и вся Ульяновская область, находится в часовой зоне МСК+1. Смещение применяемого времени относительно UTC составляет +4:00.

## История
В 1780 году деревня Вершины речки Кандалы Абдулово тож, служилых татар и ясашных татар, жило 119 ревизских душ, вошла в состав Ставропольского уезда Симбирского наместничества.
По сведениям переписи 1897 года, в деревне Абдулово (Кандинки) Ставропольского уезда Самарской губернии жили 1387 человек (681 мужчина и 706 женщин), из них 1371 мусульманин.
В 1901 году в деревне была спроектирована новая Соборная мечеть.

## Население
| 1859 | 1889  | 1897  | 1910  | 2010 |
| ---- | ----- | ----- | ----- | ---- |
| 930  | ↗1532 | ↘1387 | ↗1889 | ↘353 |

Национальный состав
Согласно результатам переписи 2002 года, в национальной структуре населения татары составляли 97 % из 390 чел.

## Известные уроженцы
- Закир Кадыйри (Закир Габделкадыйров) — татарский просветитель и общественный деятель, родился в 1878 году в селе Абдуллово[13].